# Claudio Moreschini
Claudio Moreschini (* 17. November 1938 in Cesena, Emilia-Romagna) ist ein italienischer Klassischer Philologe und Patristiker.
Moreschini hat an der Universität Pisa und der Scuola Normale Superiore di Pisa Klassische Philologie studiert. Es folgte ein Aufbaustudium bei Eric Robertson Dodds und Eduard Fraenkel an der Universität Oxford. Von 1966 an hatte er Stellungen an der Universität Pisa inne. Zuletzt war er dort ordentlicher Professor für lateinische Literatur, darauf ordentlicher Professor für antike christliche Literatur und Leiter der Abteilung für Klassische Philologie. Er hat mit dem Istituto di Scienze Religiose in Trient und mit dem Päpstlichen Patristischen Institut Augustinianum in Rom zusammengearbeitet.
Moreschini arbeitet vor allem zur Patristik und zum Platonismus. Auf der gräzistischen Seite widmete er verschiedene Arbeiten den kappadokischen Vätern Gregor von Nazianz, Gregor von Nyssa und Basilios dem Großen sowie der Hermetik, auf der latinistischen Seite Apuleius, Boethius, Cyprian und Tertullian. Zu einer großen Zahl dieser wie auch anderer Autoren hat er – teils textkritische – Editionen und Übersetzungen, vor allem in den Sources Chrétiennes, vorgelegt. Von ihm stammt auch eine Übersetzung des Thukydides.

## Schriften (Auswahl)
Monographien und Buchbeiträge
- A Christian in Toga. Boethius: Interpreter of Antiquity and Christian Theology. Vandenhoeck & Ruprecht, Göttingen 2014.
- Storia del pensiero cristiano tardo-antico. Bompiani, Mailand 2013.
- I padri cappadoci. Storia, letteratura, teologia. Città Nuova, Rom 2008.
- Letteratura cristiana delle origini greca e latina. Città Nuova Editrice, Rom 2007.
- Introduzione a Gregorio Nazianzeno. Morcellania, Brescia 2006.
- Introduzione a Basilio il Grande. Morcelliana, Brescia 2005.
- Storia della filosofia patristica. Morcelliana, Brescia 2004.
- Storia dell'ermetismo cristiano. Morcelliana, Brescia 2000, ISBN 88-372-1792-7.
- mit Enrico Norelli: Manuale di letteratura cristiana antica greca e latina. Morcellania, Brescia 1999.
  - Deutsche Übersetzung: Handbuch der antiken christlichen Literatur. Aus dem Italienischen übers. von Elisabeth Steinweg-Fleckner und Anne Haberkamm. Gütersloher Verl.-Haus, Gütersloh 2007.
- Filosofia e letteratura in Gregorio di Nazianzo. Vita e Pensiero, Mailand 1997.
- mit Enrico Norelli: Storia della letteratura cristiana antica greca e latina. Morcelliana, Brescia 1995/1996.
  - Englische Übersetzung: Early Christian Greek and Latin literature. A literary history. Hendrickson Publishers Inc., Peabody, Massachusetts 2005.
- Neoplatonismo e Cristianesimo: «partecipare a Dio» secondo Boezio e Agostino. Catania, 1991.
- Attico: una figura singolare del medioplatonismo. In: Aufstieg und Niedergang der römischen Welt, Bd. II 36.1, Berlin 1987, S. 477–491.
- Dall'Asclepius al Crater Hermetis. Studi sull’ermetismo latino tardo-antico e rinascimentale. Pisa 1985.
- Storia della filosofia patristica. Morcelliana, Brescia ²2005.
- (mit Francesco Perono Cacciafoco, Giovanni Catapano, Sara Matteoli, Beatrice Motta, Sara Petri, Pietro Podolak, Claudia Schipani, Chiara Ombretta Tommasi): Storia del pensiero cristiano tardo-antico. Bompiani, Milano 2013.

Textkritische Editionen mit Übersetzung und Kommentar in den Sources Chrétiennes
- Cyprien, A Donat et la vertu de patience (Sources Chrétiennes 291). Lyon 1982.
- Grégoire de Nazianze, Discours 32–37 (Sources Chrétiennes 318). Lyon 1985.
- Tertullien, Exhortation à la charité (Sources Chrétiennes 319). Lyon 1985.
- Grégoire de Nazianze, Discours 38–41 (Sources Chrétiennes 358). Lyon 1990.
- Tertullien, Contre Marcion, tome IV (Sources Chrétiennes 456). Lyon 2000.
- Tertullien, Contre Marcion, tome V (Sources Chrétiennes 483). Lyon 2004.

Weitere, teils textkritische Editionen und Übersetzungen
- Gregorio di Nissa, Opere dogmatiche. Bompiani, Mailand 2014.
- Mario Vittorino, Opere teologiche. UTET, Turin 2007.
- Cicero: De finibus bonorum et malorum. Saur, München und Leipzig 2005, ISBN 3-598-71280-4.
- Calcidio: Commentario al “Timeo” di Platone. Bompiani, Mailand 2003, ISBN 88-452-9232-0.
- Boethius: De consolatione philosophiae, opuscula theologica. 2. Auflage, Saur, München 2005 (zuerst 2000), ISBN 3-598-71278-2.
- Gregorio di Nazianzo, Tutte le orazioni. Bompiani, Mailand 2000–2012.
- (Hrsg. mit Enrico Norelli): Antologia della letteratura cristiana antica greca e latina. Morcelliana, Brescia 1999.
- Apulei Platonici Madaurensis opera quae supersunt. Band 3: De philosophia libri. Teubner, Stuttgart/Leipzig 1991, ISBN 3-519-01058-5.
- Hieronymus: Dialogus adversus Pelagianos. Brepols, Turnhout 1990.

Sonstiges
- (Hrsg.): Giacomo Leopardi: Porphyrii de vita Plotini et ordine librorum eius. Florenz 1982.
- (Übers.): Tucidide, La guerra del Peloponneso. (Biblioteca Universale Rizzoli). Rizzoli, Mailand 2008.